# FireStorm
FireStorm er en dansk supercomputer, som vindmøllevirksomheden Vestas har sat i drift i juni 2011. Firestorm skal samle vejrdata for hver ni kvadratkilometer på hele kloden døgnet rundt. Samtidig indeholder den beregninger 11 år tilbage i tiden.
Computeren placeres i Randers. Og bliver den største i Danmark og den næststørste i Skandinavien,[kilde mangler] og har i juni 2011 fået en placering som nummer 53 på  verdensranglisten.
Firestorm består af 1,222 forbundne IBM computere, hver med 12 kerner.
I alt er der 14,664 CPU kerner. Lager kapaciteten er 2.6 petabytes formatteret disk space (hvor en petabyte er ca. lig med samme plads som 13 års High Definition TV fylder). Og der er 29 terabyte ram arbejdshukommelse at gøre godt med.
Fysisk er computeren 40 meter lang og vejer 24 tons. Anekdotisk kan det videre nævnes, at alene overskudsvarmen fra computeren vil kunne opvarme 60 parcelhuse i 12 graders frost.
Prisen på Firestorm holder Vestas tæt ind til kroppen af konkurrencehensyn.